# Melodieuze deathmetal

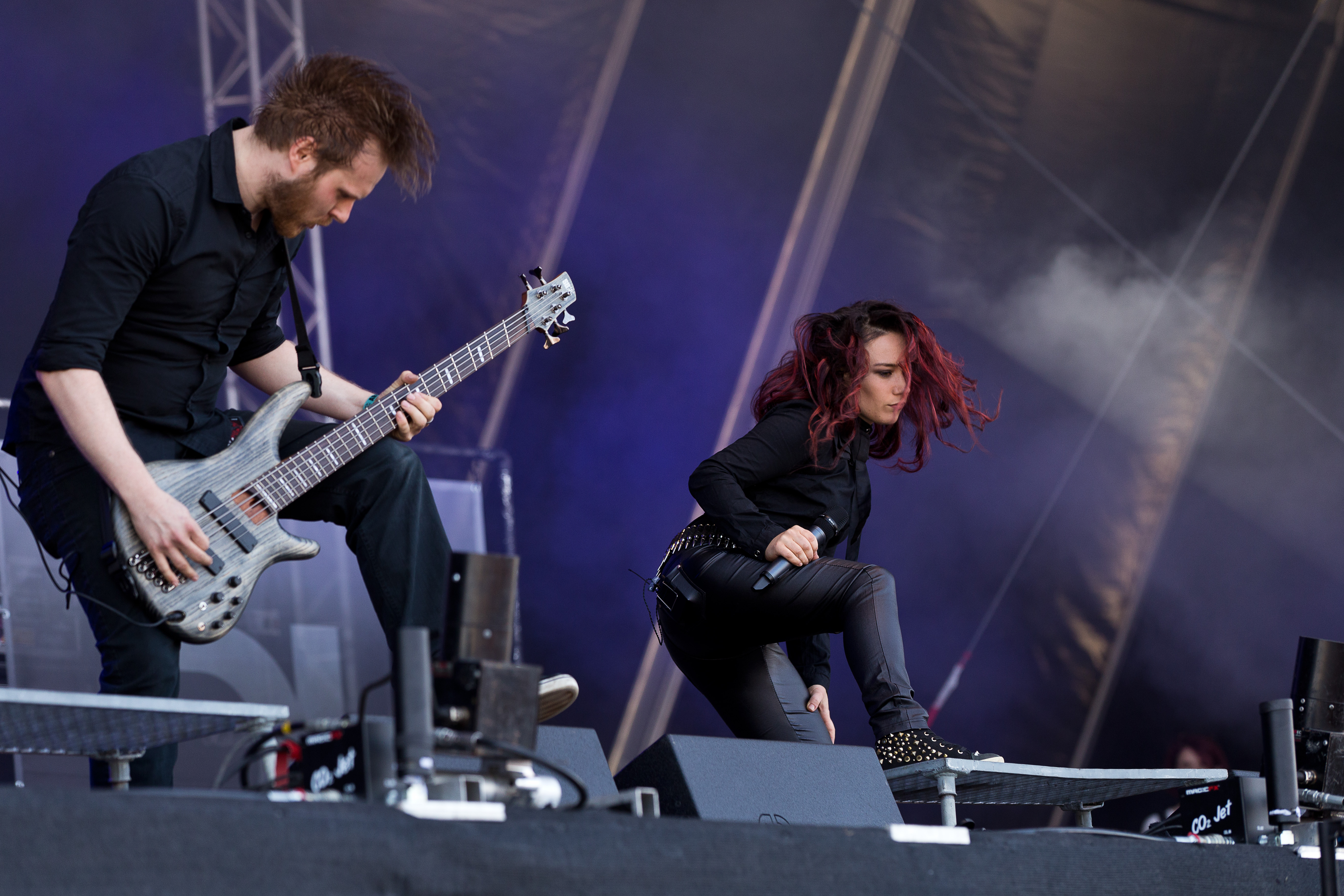
De Duitse melodischedeathmetalband Deadlock tijdens Rockharz Open Air 2016 in Ballenstedt, Duitsland.

Melodieuze deathmetal (Engels: melodic death metal), ook wel afgekort tot melodeath, is een metalsubgenre dat de melodie van de new wave of British heavy metal (NWOBHM) combineert met de intensiteit van deathmetal. Het genre is ook bekend als Göteborgmetal, vernoemd naar de Zweedse stad waar vernieuwers zoals Dark Tranquillity en In Flames verblijven. Oorspronkelijk combineerde het genre de harmonie en het meeslepende van heavy metal met het ruw beukende geluid en zang van deathmetal. Het genre ontwikkelde zich dankzij verschillende invloeden, en sommige bands onderscheiden zich door de inbreng van het keyboard. Melodieuze deathmetal kent meer melodieuze gitaarriffs, melodieuze solo's en akoestische gitaarpartijen dan traditionele deathmetal. Ook kent het meer verstaanbare songteksten, gepaard met grunts.

## Achtergrond
Het ontstaan van het genre is vaak toegeschreven aan de band Carcass, met name met de verschijning van hun album Heartwork (1993). De Finse band Amorphis wordt ook die eer toegeschreven vanwege hun album Tales from the Thousand Lakes (1994). De eerste bands die het genre hebben gevestigd zijn drie bands uit Göteborg die destijds met elkaar werden geassocieerd: In Flames, Dark Tranquillity en At the Gates.
Ook deathmetalbands als Death en Morbid Angel gaven aanzet tot het genre van melodieuze deathmetal. Verder werd het genre uitgebouwd door bands als het Finse Insomnium en de Zweedse bands Opeth, In Flames, Katatonia en de band Soilwork, die een wat meer ruwe Göteborgmetal speelt. Deze bands worden ook wel genoemd in relatie tot de Scandinavische metalscene die bekendstaat om de melodieuze deathmetal die daarvandaan komt.
Sommige melodieuzedeathmetalbands uit Scandinavië combineren het genre met andere metalgenres zoals progressieve metal, powermetal (bijvoorbeeld Children of Bodom), gothic metal (bijvoorbeeld Before the Dawn), symfonische metal (bijvoorbeeld Eternal Tears of Sorrow), thrashmetal (bijvoorbeeld Arch Enemy), groovemetal (bijvoorbeeld The Haunted), doommetal (bijvoorbeeld Swallow the Sun) en folkmetal (bijvoorbeeld Falchion).
Eind jaren 90 veranderden veel melodieuze deathmetalbands hun speelstijl door toevoeging van melodieuzere refreinen en dito gitaarriffs en prominenter gebruik van de keyboard. Ook verschoof de tekstinhoud van veel bands van het idioom met dood en verderf naar thema's die binnen andere metalgenres vallen.

### Göteborgmetal
Een opmerkelijk aandeel binnen het genre van de melodieuze deathmetal is de 'Göteborg-stijl' waartoe Dark Tranquillity, At the Gates en In Flames tot de pioniers worden gerekend. Het waren pas hun latere albums (waarvan Slaughter of the Soul het grootste kassucces was) die deze stijl deed herleven. De Göteborg-stijl begint met de band Grotesque dat een voorloper is van At the Gates. Grotesque bestond nauwelijks drie jaar, bracht twee demo's uit, een cassettebandje van een repetitie, een ep en het compilatiealbum In the Embrace of Evil die heruitgegeven werd als split met de vroege At the Gates-ep Gardens of Grief. In 1993 verschenen er een aantal debuutalbums van bands uit Göteborg zoals Dissection, Dark Tranquility, In Flames en Carcass.
- At the Gates: de stijl is voornamelijk deathmetal (vooral op de eerste albums) en kent melodieuze stukken. De muziek werd gaandeweg steeds melodieuzer en ook ontbrak het nodige akoestische nummer niet.
- Dark Tranquillity: met invloeden van thrashmetal en folkmetal, in tegenstelling tot de meeste Göteborg-metalbands die meer de kant van de Zweedse deathmetal bewandelden.
- Dissection stamt af van Grotesques stijl van Göteborgmetal, debuterend met hun demo The Grief Prophecy (1990) en hun ep Into the Infinite Obscurity (1991).
- Eucharist: de muziek is enigszins vergelijkbaar met die van de latere At the Gates, maar legt minder nadruk op de zware deathmetal en meer op de melodie. Ook zijn er invloeden vanuit de klassieke muziek.
- In Flames: de Göteborg-metalband met de meeste folkinvloeden. Op elk van de eerste vier albums (ep's meegerekend) waren er folkachtige melodieën en akoestische intermezzo's. The Jester Race was de plaat met de meeste invloeden uit de deathmetal en de NWOBHM, zoals te horen aan de solo's op de nummers 'The Jester Race', 'December Flower' en met name het instrumentale 'Wayfaerer'. Ook zijn er in mindere mate thrash- en powermetalinvloeden te onderscheiden.

## Thema's
Net zoals in black metal worden de thema's in melodieuze deathmetal vaak nog steeds geïnspireerd door satanisme maar dan in mindere mate, hoewel de meeste bands van dit genre andere thema's behandelen. Zo baseert Amorphis zijn teksten onder andere op de Kalevala en de Kanteletar, beide een Finse epos.
Waar bij deathmetal de teksten doorgaans onderwerpen als satanisme, occultisme, horror, necrofilie en filosofie hanteren, worden in de Göteborgmetal onderwerpen bezongen zoals epiek, astrologie, fantasie, gevoelens en emotie. Op vroege albums van Dark Tranquillity en het eerste album van In Flames - waarvan de teksten zijn geschreven door Michael Stanne, de huidige zanger van Dark Tranquillity - doen de teksten archaïsch aan. Stanne gaf dan ook in interviews aan te zijn geïnspireerd door renaissanceschrijvers zoals Lord Byron.

## Tegenwoordig
Voorheen kwamen de bands vooral uit Zweden (o.a. Göteborg/Stockholm) waarbij de belangrijkste bands Amon Amarth, In Flames, Dark Tranquillity, Katatonia, Soilwork en At the Gates waren. Tegenwoordig wordt Göteborgmetal nauwelijks meer gespeeld: de oude bands hebben hun muziekstijl of de thema's van hun songteksten veranderd of de bands zijn inmiddels gestopt. Toch zijn er nog veel bands die er door zijn beïnvloed, waaronder veel bands uit de melodieuze deathmetal, de new wave of American heavy metal (NWOAHM) en de metalcore. Zo verspreidt tegenwoordig melodieuze deathmetal zich ook over de delen van de wereld zoals in Noord-Amerika, Canada, Japan (Blood Stain Child) en vele andere landen. In Nederland maken Detonation, Shade of Hatred en Escutcheon muziek in dit genre.
Portaal · Categorie